# Дипіридамол
Дипіридамол (лат. Dipyridamolum, англ. Dipyridamole) — синтетичний препарат, який є похідним як піримідину, так і піперидину та належить до групи інгібіторів фосфодіестерази типу 5. Дипірідамол застосовується як перорально, так і парентерально (внутрішньовенно та внутрішньом'язово). Дипіридамол уперше синтезований в лабораторії німецької фірми «Boehringer Ingelheim», яка випускала його під торговельною маркою «Персантин».
Має антиаґрегаційну та антитромботичну дію.

## Фармакологічні властивості
Дипіридамол — синтетичний препарат, що є похідним піримідину, так і піперідину та належить до групи інгібіторів фосфодіестерази. Механізм дії препарату полягає як у пригніченні ферменту тромбоцитів фосфодіестерази, так і в інгібуванні ферменту аденозиндезамінази, який розщеплює аденозин. Обидва механізми призводять до підвищення концентрації аденозину в крові, що стимулює підвищення активності ферменту аденілатциклази тромбоцитів, наслідком чого є збільшення концентрації в тромбоцитах циклічного АМФ, завдяки чому знижується їх здатність до агрегації, а підвищення концентрації циклічних АМФ та гуанозинмонофосфату в крові призводить також до підвищення концентрації простацикліну, що сприяє також судинорозширювальному ефекту дипіридамолу. Дипіридамол має здатність до розширення коронарних судин, покращує забезпечення міокарду киснем, покращує колатеральний кровообіг у міокарді при порушенні його в основних коронарних судинах, щоправда, при внутрішньовенному введенні дипіридамолу спостерігається так званий «синдром обкрадування», пов'язаний із нерівномірним розподілом крові по коронарних судинах, що супроводжується погіршенням перебігу стенокардії. Дипіридамол має здатність пригнічувати проліферацію клітин гладеньких м'язів судин, що сприяє зменшенню розвитку атеросклеротичних бляшок. Дипіридамол покращує також мозковий кровообіг, та сприяє зменшенню ризику повторного ішемічного інсульту, особливо при комбінованому застосуванні з ацетилсаліциловою кислотою. Дипіридамол також застосовується для проведення кардіологічних стрес-тестів (у тому числі стрес-ехокардіографії), а також для проведення дипіридамол-талієвої−201 перфузійної сцинтиграфії з фізичним навантаженням. Дипіридамол також має властивості індуктора інтерферону, та підвищує неспецифічну резистентність до вірусних інфекцій. Дипіридамол пригнічує реплікацію РНК ряду вірусів (зокрема, менговірусів), та застосовується для пригнічення росту вірусів на культурах клітин в лабораторних умовах.

### Фармакокінетика
Дипіридамол швидко та добре всмоктується після перорального застосування, біодоступність препарату становить лише 37—66 %, та сильно варіює від форми призначення препарату. При парентеральному застосуванні біодоступність препарату становить 100 %. Максимальна концентрація препарату в крові досягається протягом 75 хвилин при пероральному застосуванні., після внутрішньовенного введення максимальна концентрація препарату досягається протягом 6,5 хвилин. Дипіридамол майже повністю зв'язується з білками плазми крові та накопичується у серці та еритроцитах, погано проходить через гематоенцефалічний бар'єр. Дипіридамол у незначній кількості проходить через плацентарний бар'єр та виділяється в грудне молоко. Дипіридамол метаболізується у печінці з утворенням малоактивних метаболітів. Виводиться препарат переважно із жовчю у вигляді метаболітів, незначна кількість виводиться із калом, а також із сечею, спостерігається також ентерогепатична циркуляція дипіридамолу.. Період напіввиведення дипіридамолу двофазний, у першій фазі становить 40 хвилин, у другій фазі 10—12 годин, даних за збільшення цього часу в хворих із порушенням функції печінки або нирок немає.

## Показання до застосування
Дипіридамол застосовується як антиагрегант для попередження післяопераційних тромбозів, при інфаркті міокарду, порушеннях мозкового кровообігу, для профілактики плацентарної недостатності.

## Побічна дія
При застосуванні дипіридамолу найчастішими побічними ефектами є:
- З боку шкірних покривів та алергічні реакції — висипання на шкірі, набряк Квінке, кропив'янка, гіперемія шкіри, бронхоспазм.
- З боку нервової системи — головний біль, запаморочення.
- З боку травної системи — нудота, блювання, діарея, диспепсія.
- З боку серцево-судинної системи — аритмії, тахікардія, погіршення перебігу стенокардії, артеріальна гіпотензія, інфаркт міокарду, приливи крові до обличчя, підвищена кровоточивість.
- Інші побічні ефекти — міалгія, загальна слабкість.

## Протипокази
Дипіридамол протипоказаний при підвищеній чутливості до препарату, при гострій кровотечі та схильності до кровотеч, декомпенсованій серцевій недостатності, гострому інфаркті міокарду та нестабільній стенокардії, важких аритміях, вираженому атеросклерозі коронарних судин, важкій нирковій недостатності і неконтрольованій артеріальній гіпотензії (колапсі). Препарат засосовується при вагітності та годуванні грудьми з обережністю.

## Форми випуску
Дипіридамол випускається у вигляді 0,5 % розчину для ін'єкцій у ампулах по 2 мл; таблеток по 0,025; 0,05; 0,075 г. Препарат випускається також у вигляді нефіксованої комбінації з ацетилсаліциловою кислотою по 0,2 г дипіридамолу та 0.025 г ацетилсаліцилової кислоти.